# ユディトとその侍女 (ジェンティレスキ、カポディモンテ美術館)
『ユディトとその侍女』（ユディトとそのじじょ、伊: Giuditta e la sua ancella, 英: Judith and her Maidservant）は、イタリア・バロック期の女性画家アルテミジア・ジェンティレスキが1645-1650年にキャンバス上に油彩で制作した絵画である。現在、ナポリのカポディモンテ美術館に所蔵されている。『旧約聖書』外典の「ユディト記」から採られた物語を主題としており、アルテミジア・ジェンティレスキがこの主題をもとに同様の構図で描いた3点のヴァージョン中の1点である。

## 作品
「ユディト記」によれば、イスラエルの町べトゥリアにはユディトと呼ばれる若い未亡人がいた。当時、アッシリアの司令官ホロフェルネスは周辺国を征服し、べトゥリアを包囲した。彼は井戸を占拠し、住民の水源を抑えるという非道な戦術を取る。この時、ユディトは喪服を脱ぎ、侍女を1人伴うだけで敵の陣地に乗り込んでいった。
ホロフェルネスのもとに身を寄せた彼女は、「ベトゥリアを見限ったので、私が町を案内しましょう」と彼に嘘をつき、信用させる。ホロフェルネスはユディトの美貌に魅了され、彼女と酒をともにしているうちに眠りこけてしまう。彼女は隠し持っていた刀で彼の首を切り落とすと、袋に入れてべトゥリアの町に凱旋した。翌日、司令官ホロフェルネスを失ったアッシリア軍は戦意を失い、逃げ去ったので、べトゥリアは救われることになった。
本作に描かれているのは、ホロフェルネスの首が切り落とされた後、ユディトの侍女がその首を袋に入れている場面である。ユディトは周囲を見張っている。
上述のように、アルテミジア・ジェンティレスキは、この主題の類似した構図の作品を3点描いている。最初の『ユディトとその侍女』は1623年から1625年に描かれたもので、現在、デトロイト美術館に所蔵されている。2番目の『ユディトとその侍女』は1640年代初めに描かれたもので、現在、カンヌのラ・カストル美術館(Musée de la Castre)に所蔵されている。最近の研究で、本作は、ナポリとつながりのあったヴェネツィアの富裕な商人ジョヴァンニ・アンドレア・ルマーガ (Giovanni Andrea Lumaga) のコレクション (17世紀後半) にあったことが示唆されている。

## 類似した構図の同主題作

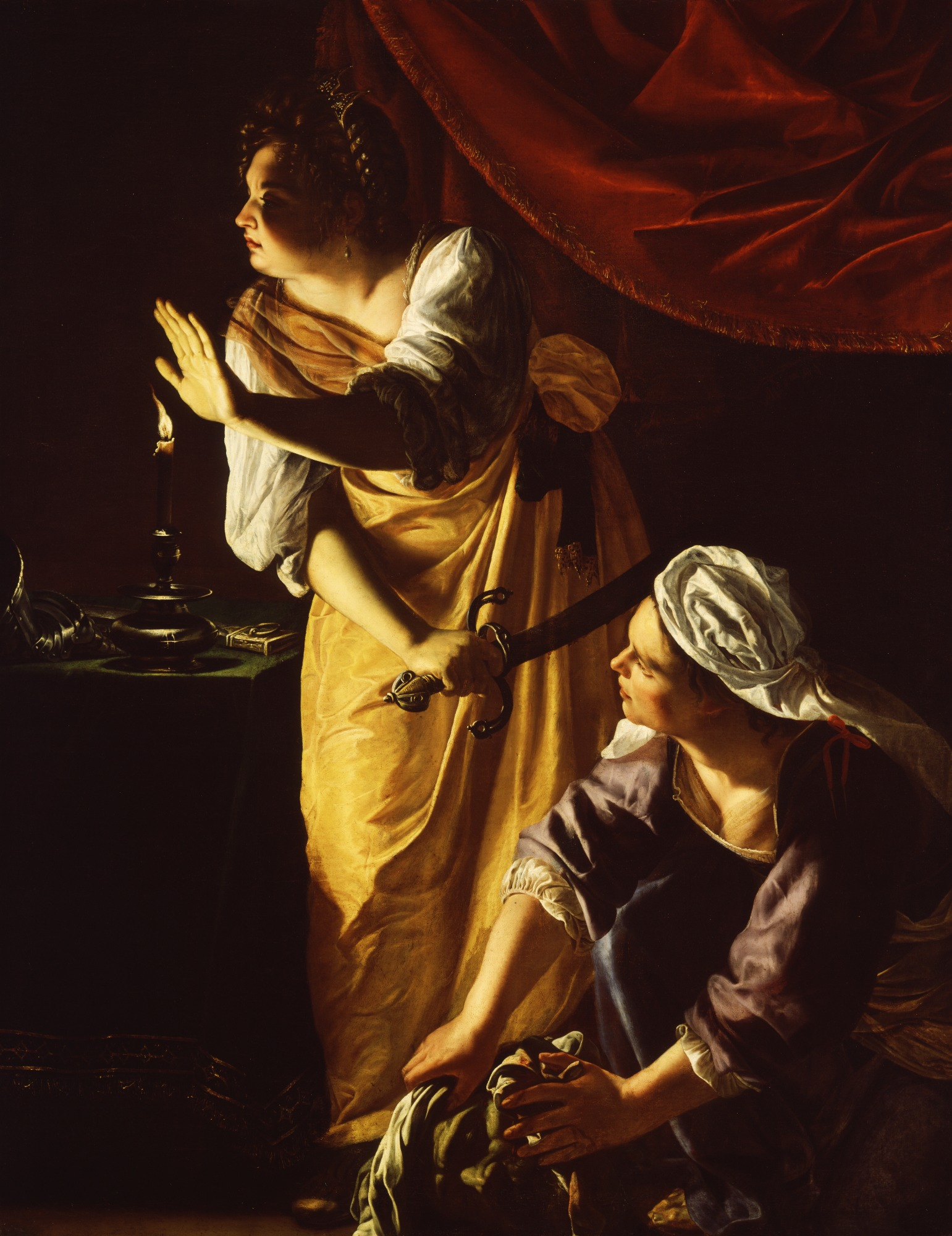
『ユディトとその侍女（英語版）』(1623-1625年)、デトロイト美術館
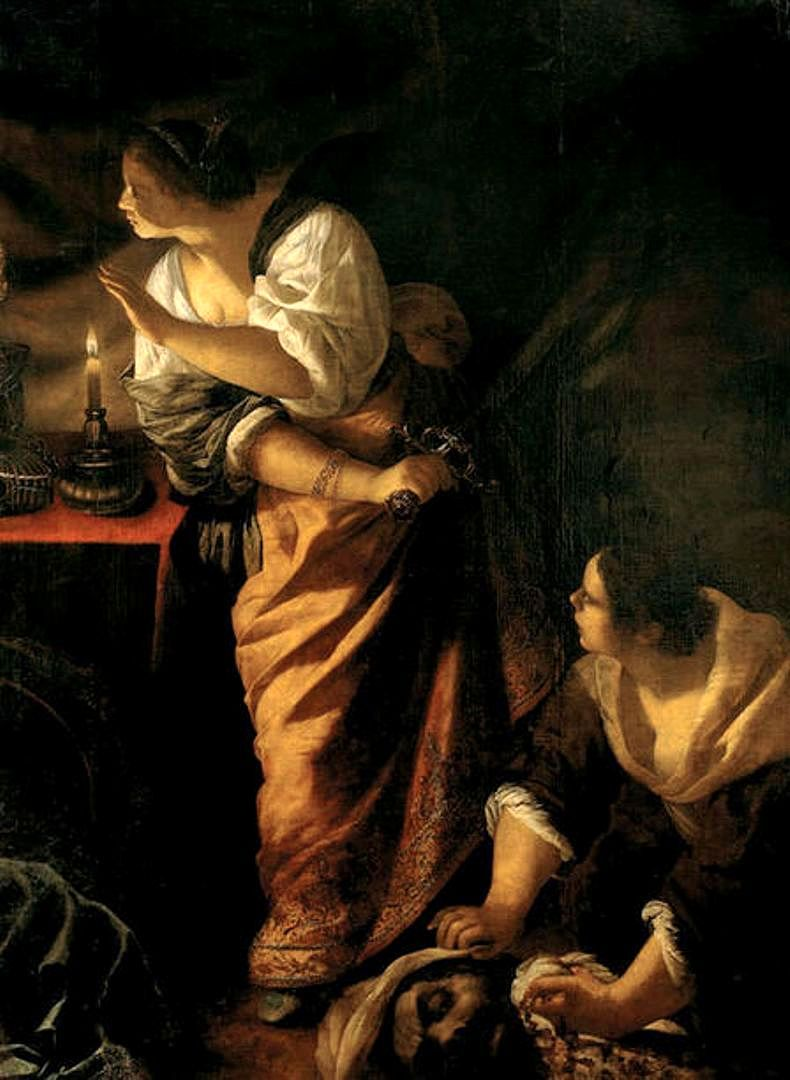
『ユディトとその侍女（英語版）』(1640-1645年)、ラ・カストル美術館